# American Pharoah
American Pharoah (f. 2 februarie 2012) este un armăsar din rasa pur sânge englez și cal de curse american care a câștigat Tripla Coroana și cursa Breeders' Cup Classic în 2015. A fost primul care a realizat această dublă într-un sezon, în istoria sportului. Deținut de milionarul american de origine egipteană Ahmed Zayat, a fost antrenat de Bob Baffert și călărit de americanul de origine mexicană Victor Espinoza. În 2015 a primit distincția de Calul American al Anului. A avut câștiguri de $8,650,300 în carieră. Este retras de la finalul anului 2015 la crescătoria de cai Ashford Stud din Kentucky.
Calul trebuia să se numească inițial Faraon American dar patronul acestuia susține că ortografia a fost rezultatul unei erori de redactare de la The Jockey Club. Ofertele de reproducere au depășit 20 de milioane de dolari. 
Cu toate că este un animal, Pharoah a fost favorit în 2015 să primească premiul de Sportivul Anului, titlu acordat de celebra Sports Illustrated. Ulterior revista i-a acordat distincția Serenei Williams.
American Pharoah și Victor Espinoza sunt reprezentați într-o sculptură de la hipodromul din stațiunea Hot Springs, Arkansas.